# The Olden Domain
The Olden Domain är det norska black metal-bandet Borknagars andra studioalbum. Albumet utgavs 1997 av skivbolaget Century Media Records.

## Låtlista
1. "The Eye of Oden" – 6:01
2. "The Winterway" – 7:52
3. "Om hundrede aar er alting glemt" – 4:12
4. "A Tale of Pagan Tongue" – 6:13
5. "To Mount and Rove" – 4:56
6. "Grimland Domain" – 6:19
7. "Ascension of Our Fathers" – 3:54
8. "The Dawn of the End" – 5:06

Alla låtar skrivna av Øystein G. Brun utan spår 3, skriven av Ivar Bjørnsen.

## Medverkande
Musiker (Borknagar-medlemmar)
- Fiery G. Maelstrom (Kristoffer Rygg) – sång
- Øystein Garnes Brun – gitarr
- Grim (Erik Brødreskift) – trummor
- Kai K. Lie – basgitarr
- Ivar Bjørnson – keyboard

Produktion
- Borknagar  – producent
- Waldemar Sorychta – producent
- Matthias Klinkmann – ljudtekniker
- Eroc (Joachim Heinz Ehrig) – ljudmix
- Carsten Drescher – omslagsdesign
- Christophe Szpajdel – logo
- Oliver Recker – foto
- Øystein G. Brun – foto

### Fotnoter
1. ↑  The Olden Domain på discogs.com